# Single numer jeden w roku 2016 (Polska)
Notowania AirPlay – Top, AirPlay – Nowości i AirPlay – TV, publikowane przez Związek Producentów Audio-Video, kompletowane są przez BMAT w oparciu o cotygodniową liczbę odegrań w radio oraz wyświetleń w telewizji. Poniżej znajdują się tabele prezentujące najpopularniejsze single, najwyżej debiutujące nowości oraz najczęściej emitowane teledyski w muzycznych stacjach telewizyjnych w danych tygodniach w roku 2016.

## AirPlay – Top i AirPlay – Nowości
| Data            | AirPlay – Top                    | AirPlay – Top                             | AirPlay – Top | AirPlay – Nowości                         | AirPlay – Nowości                  | AirPlay – Nowości |
| Data            | Wykonawca                        | Utwór                                     | Źródło        | Wykonawca                                 | Utwór                              | Źródło            |
| --------------- | -------------------------------- | ----------------------------------------- | ------------- | ----------------------------------------- | ---------------------------------- | ----------------- |
| 2 stycznia      | Imany                            | „Don’t Be So Shy” (Filatov & Karas remix) | [ 1 ]         | Patrycja Markowska                        | „Nawigacja”                        | [ 2 ]             |
| 9 stycznia      | X Ambassadors                    | „Renegades”                               | [ 3 ]         | Sandra Lyng                               | „Play My Drum”                     | [ 4 ]             |
| 16 stycznia     | Duke Dumont                      | „Ocean Drive”                             | [ 5 ]         | Meghan Trainor feat. John Legend          | „Like I’m Gonna Lose You”          | [ 6 ]             |
| 23 stycznia     | Dawid Podsiadło                  | „W dobrą stronę”                          | [ 7 ]         | Zaz                                       | „Si jamais j’oublie”               | [ 8 ]             |
| 30 stycznia     | The King’s Son feat. Shaggy      | „I’m Not Rich” (Hitimpulse remix)         | [ 9 ]         | Remady & Manu-L                           | „Another Day in Paradise”          | [ 10 ]            |
| 6 lutego        | DNCE                             | „Cake by the Ocean”                       | [ 11 ]        | Alan Walker                               | „Faded”                            | [ 12 ]            |
| 13 lutego       | Álvaro Soler                     | „Agosto”                                  | [ 13 ]        | Zayn                                      | „Pillowtalk”                       | [ 14 ]            |
| 20 lutego       | Álvaro Soler                     | „Agosto”                                  | [ 15 ]        | Margaret                                  | „Cool Me Down”                     | [ 16 ]            |
| 27 lutego       | Duke Dumont                      | „Ocean Drive”                             | [ 17 ]        | Natalia Szroeder                          | „Lustra”                           | [ 18 ]            |
| 5 marca         | Robin Schulz & Richard Judge     | „Show Me Love”                            | [ 19 ]        | Yall feat. Gabriela Richardson            | „Hundred Miles”                    | [ 20 ]            |
| 12 marca        | Meghan Trainor feat. John Legend | „Like I’m Gonna Lose You”                 | [ 21 ]        | Wilki                                     | „Przez dziewczyny”                 | [ 22 ]            |
| 19 marca        | Meghan Trainor feat. John Legend | „Like I’m Gonna Lose You”                 | [ 23 ]        | Rafał Brzozowski                          | „Zaczekaj – tyle kłamstw co prawd” | [ 24 ]            |
| 26 marca        | Alan Walker                      | „Faded”                                   | [ 25 ]        | Lady Pank                                 | „Miłość”                           | [ 26 ]            |
| 2 kwietnia      | Alan Walker                      | „Faded”                                   | [ 27 ]        | Nicky Jam                                 | „Hasta el Amanecer”                | [ 28 ]            |
| 9 kwietnia      | Coldplay                         | „Hymn for the Weekend”                    | [ 29 ]        | Ania Dąbrowska                            | „W głowie”                         | [ 30 ]            |
| 16 kwietnia     | Coldplay                         | „Hymn for the Weekend”                    | [ 31 ]        | Álvaro Soler                              | „Sofia”                            | [ 32 ]            |
| 23 kwietnia     | Coldplay                         | „Hymn for the Weekend”                    | [ 33 ]        | C-BooL                                    | „Never Go Away”                    | [ 34 ]            |
| 30 kwietnia     | Alan Walker                      | „Faded”                                   | [ 35 ]        | The Vamps feat. OMI                       | „I Found a Girl”                   | [ 36 ]            |
| 7 maja          | Twenty One Pilots                | „Stressed Out”                            | [ 37 ]        | Szymon Chodyniecki                        | „Z całych sił”                     | [ 38 ]            |
| 14 maja         | Twenty One Pilots                | „Stressed Out”                            | [ 39 ]        | Cleo                                      | „Wolę być”                         | [ 40 ]            |
| 21 maja         | Twenty One Pilots                | „Stressed Out”                            | [ 41 ]        | Sylwia Grzeszczak                         | „Tamta dziewczyna”                 | [ 42 ]            |
| 28 maja         | Dua Lipa                         | „Be the One”                              | [ 43 ]        | Tabb & Sound’n’Grace                      | „Sens”                             | [ 44 ]            |
| 4 czerwca       | Álvaro Soler                     | „Sofia”                                   | [ 45 ]        | Adele                                     | „Send My Love (To Your New Lover)” | [ 46 ]            |
| 11 czerwca      | C-BooL                           | „Never Go Away”                           | [ 47 ]        | Ewa Farna                                 | „Na ostrzu”                        | [ 48 ]            |
| 18 czerwca      | C-BooL                           | „Never Go Away”                           | [ 49 ]        | Mesajah                                   | „Wolne”                            | [ 50 ]            |
| 25 czerwca      | Álvaro Soler                     | „Sofia”                                   | [ 51 ]        | Monika Lewczuk                            | „Ty i Ja”                          | [ 52 ]            |
| 2 lipca         | Sylwia Grzeszczak                | „Tamta dziewczyna”                        | [ 53 ]        | Gromee feat. May-Britt Scheffer           | „Fearless”                         | [ 54 ]            |
| 9 lipca         | Sylwia Grzeszczak                | „Tamta dziewczyna”                        | [ 55 ]        | Antek Smykiewicz                          | „Jak sen”                          | [ 56 ]            |
| 16 lipca        | Sylwia Grzeszczak                | „Tamta dziewczyna”                        | [ 57 ]        | Natalia Nykiel                            | „Error”                            | [ 58 ]            |
| 23 lipca        | Sylwia Grzeszczak                | „Tamta dziewczyna”                        | [ 59 ]        | BeMy                                      | „Oxygen”                           | [ 60 ]            |
| 30 lipca        | Sylwia Grzeszczak                | „Tamta dziewczyna”                        | [ 61 ]        | Mike Perry feat. Shy Martin               | „The Ocean”                        | [ 62 ]            |
| 6 sierpnia      | Sylwia Grzeszczak                | „Tamta dziewczyna”                        | [ 63 ]        | Ewelina Lisowska                          | „Prosta sprawa”                    | [ 64 ]            |
| 13 sierpnia     | Natalia Nykiel                   | „Error”                                   | [ 65 ]        | Bednarek                                  | „List”                             | [ 66 ]            |
| 20 sierpnia     | Filatov & Karas                  | „Tell It to My Heart”                     | [ 67 ]        | Shawn Mendes                              | „Treat You Better”                 | [ 68 ]            |
| 27 sierpnia     | Frans                            | „If I Were Sorry”                         | [ 69 ]        | Bastille                                  | „Good Grief”                       | [ 70 ]            |
| 3 września      | Frans                            | „If I Were Sorry”                         | [ 71 ]        | Margaret                                  | „Elephant”                         | [ 72 ]            |
| 10 września     | LP                               | „Lost on You”                             | [ 73 ]        | Lady Gaga                                 | „Perfect Illusion”                 | [ 74 ]            |
| 17 września     | Selena Gomez                     | „Kill Em with Kindness”                   | [ 75 ]        | The Chainsmokers feat. Halsey             | „Closer”                           | [ 76 ]            |
| 24 września     | LP                               | „Lost on You”                             | [ 77 ]        | Calvin Harris                             | „My Way”                           | [ 78 ]            |
| 1 października  | LP                               | „Lost on You”                             | [ 79 ]        | Beata                                     | „Niebiesko-zielone”                | [ 80 ]            |
| 8 października  | LP                               | „Lost on You”                             | [ 81 ]        | Natalia Szroeder                          | „Powietrze”                        | [ 82 ]            |
| 15 października | LP                               | „Lost on You”                             | [ 83 ]        | Anna Wyszkoni                             | „Oszukać los”                      | [ 84 ]            |
| 22 października | Jonas Blue feat. JP Cooper       | „Perfect Strangers”                       | [ 85 ]        | Red Lips                                  | „P.S.”                             | [ 86 ]            |
| 29 października | Shawn Mendes                     | „Treat You Better”                        | [ 87 ]        | Maroon 5                                  | „Don’t Wanna Know”                 | [ 88 ]            |
| 5 listopada     | Agnieszka Chylińska              | „Królowa łez”                             | [ 89 ]        | Clean Bandit feat. Sean Paul i Anne-Marie | „Rockabye”                         | [ 90 ]            |
| 12 listopada    | Rihanna                          | „Love on the Brain”                       | [ 91 ]        | C-BooL feat. Giang Pham                   | „Magic Symphony”                   | [ 92 ]            |
| 19 listopada    | Agnieszka Chylińska              | „Królowa łez”                             | [ 93 ]        | Måns Zelmerlöw                            | „Hanging on to Nothing”            | [ 94 ]            |
| 26 listopada    | Rihanna                          | „Love on the Brain”                       | [ 95 ]        | Feder feat. Alex Aiono                    | „Lordly”                           | [ 96 ]            |
| 3 grudnia       | Agnieszka Chylińska              | „Królowa łez”                             | [ 97 ]        | Álvaro Soler feat. Monika Lewczuk         | „Libre”                            | [ 98 ]            |
| 10 grudnia      | Rihanna                          | „Love on the Brain”                       | [ 99 ]        | M.I.G                                     | „Będę przy Tobie”                  | [ 100 ]           |
| 17 grudnia      | Rihanna                          | „Love on the Brain”                       | [ 101 ]       | LP                                        | „Other People”                     | [ 102 ]           |
| 24 grudnia      | Rag’n’Bone Man                   | „Human”                                   | [ 103 ]       | Mike Perry feat. Casso                    | „Inside the Lines”                 | [ 104 ]           |
| 31 grudnia      | C-BooL feat. Giang Pham          | „Magic Symphony”                          | [ 105 ]       | The Weeknd feat. Daft Punk                | „I Feel It Coming”                 | [ 106 ]           |

## Airplay – TV
| Data            | Wykonawca                          | Teledysk                    | Źródło  |
| --------------- | ---------------------------------- | --------------------------- | ------- |
| 2 stycznia      | Felix Jaehn feat. Polina           | „Book of Love”              | [ 107 ] |
| 9 stycznia      | Felix Jaehn feat. Polina           | „Book of Love”              | [ 108 ] |
| 16 stycznia     | Felix Jaehn feat. Polina           | „Book of Love”              | [ 109 ] |
| 23 stycznia     | Zara Larsson                       | „Lush Life”                 | [ 110 ] |
| 30 stycznia     | MICAR                              | „This Time It’s My Life”    | [ 111 ] |
| 6 lutego        | Madcon                             | „Keep My Cool”              | [ 112 ] |
| 13 lutego       | DNCE                               | „Cake by the Ocean”         | [ 113 ] |
| 20 lutego       | DNCE                               | „Cake by the Ocean”         | [ 114 ] |
| 27 lutego       | DNCE                               | „Cake by the Ocean”         | [ 115 ] |
| 5 marca         | Robin Schulz & Richard Judge       | „Show Me Love”              | [ 116 ] |
| 12 marca        | Alan Walker                        | „Faded”                     | [ 117 ] |
| 19 marca        | Alan Walker                        | „Faded”                     | [ 118 ] |
| 26 marca        | Alan Walker                        | „Faded”                     | [ 119 ] |
| 2 kwietnia      | Alan Walker                        | „Faded”                     | [ 120 ] |
| 9 kwietnia      | Alan Walker                        | „Faded”                     | [ 121 ] |
| 16 kwietnia     | Alan Walker                        | „Faded”                     | [ 122 ] |
| 23 kwietnia     | Dua Lipa                           | „Be the One”                | [ 123 ] |
| 30 kwietnia     | Dua Lipa                           | „Be the One”                | [ 124 ] |
| 7 maja          | Dua Lipa                           | „Be the One”                | [ 125 ] |
| 14 maja         | Alan Walker                        | „Faded”                     | [ 126 ] |
| 21 maja         | MICAR feat. Nico Santos            | „Brothers In Arms”          | [ 127 ] |
| 28 maja         | Alan Walker                        | „Faded”                     | [ 128 ] |
| 4 czerwca       | Margaret                           | „Cool Me Down”              | [ 129 ] |
| 11 czerwca      | C-BooL                             | „Never Go Away”             | [ 130 ] |
| 18 czerwca      | C-BooL                             | „Never Go Away”             | [ 131 ] |
| 25 czerwca      | C-BooL                             | „Never Go Away”             | [ 132 ] |
| 2 lipca         | C-BooL                             | „Never Go Away”             | [ 133 ] |
| 9 lipca         | Calvin Harris feat. Rihanna        | „This Is What You Came For” | [ 134 ] |
| 16 lipca        | Calvin Harris feat. Rihanna        | „This Is What You Came For” | [ 135 ] |
| 23 lipca        | Calvin Harris feat. Rihanna        | „This Is What You Came For” | [ 136 ] |
| 30 lipca        | Calvin Harris feat. Rihanna        | „This Is What You Came For” | [ 137 ] |
| 6 sierpnia      | Kungs vs Cookin’ on 3 Burners      | „This Girl”                 | [ 138 ] |
| 13 sierpnia     | Kungs vs Cookin’ on 3 Burners      | „This Girl”                 | [ 139 ] |
| 20 sierpnia     | Kungs vs Cookin’ on 3 Burners      | „This Girl”                 | [ 140 ] |
| 27 sierpnia     | Måns Zelmerlöw                     | Fire in the Rain            | [ 141 ] |
| 3 września      | Kungs vs Cookin’ on 3 Burners      | „This Girl”                 | [ 142 ] |
| 10 września     | Alan Walker                        | „Sing Me to Sleep”          | [ 143 ] |
| 17 września     | Kungs vs Cookin’ on 3 Burners      | „This Girl”                 | [ 144 ] |
| 24 września     | Filatov & Karas                    | „Tell It to My Heart”       | [ 145 ] |
| 1 października  | Mahmut Orhan                       | „Feel”                      | [ 146 ] |
| 8 października  | Mahmut Orhan                       | „Feel”                      | [ 147 ] |
| 15 października | Mahmut Orhan                       | „Feel”                      | [ 148 ] |
| 22 października | Mahmut Orhan                       | „Feel”                      | [ 149 ] |
| 29 października | Mahmut Orhan                       | „Feel”                      | [ 150 ] |
| 5 listopada     | Mahmut Orhan                       | „Feel”                      | [ 151 ] |
| 12 listopada    | Calvin Harris                      | „My Way”                    | [ 152 ] |
| 19 listopada    | Calvin Harris                      | „My Way”                    | [ 153 ] |
| 26 listopada    | Rag’n’Bone Man                     | „Human”                     | [ 154 ] |
| 3 grudnia       | Rag’n’Bone Man                     | „Human”                     | [ 155 ] |
| 10 grudnia      | Rag’n’Bone Man                     | „Human”                     | [ 156 ] |
| 17 grudnia      | Rag’n’Bone Man                     | „Human”                     | [ 157 ] |
| 24 grudnia      | Rag’n’Bone Man                     | „Human”                     | [ 158 ] |
| 31 grudnia      | Burak Yeter feat. Danelle Sandoval | „Tuesday”                   | [ 159 ] |

## Top Dyskoteki
Notowanie Top Dyskoteki przedstawia najpopularniejsze piosenki emitowane w polskich klubach. Publikowane przez Związek Producentów Audio-Video, zestawienia w roku 2016 sporządzane są przez firmę DJ Promotion w oparciu o liczbę odegrań poszczególnych utworów w lokalach.
| Data            | Okres emisji                           | Piosenka             | Wykonawca                                   | Źródło  |
| --------------- | -------------------------------------- | -------------------- | ------------------------------------------- | ------- |
| 4 stycznia      | 28 grudnia 2015 – 3 stycznia 2016      | „Don’t Be So Shy”    | Imany                                       | [ 160 ] |
| 11 stycznia     | 4 stycznia – 10 stycznia 2016          | „Don’t Be So Shy”    | Imany                                       | [ 161 ] |
| 18 stycznia     | 11 stycznia – 17 stycznia 2016         | „Don’t Be So Shy”    | Imany                                       | [ 162 ] |
| 25 stycznia     | 18 stycznia – 24 stycznia 2016         | „Don’t Be So Shy”    | Imany                                       | [ 163 ] |
| 1 lutego        | 25 stycznia – 31 stycznia 2016         | „Don’t Be So Shy”    | Imany                                       | [ 164 ] |
| 8 lutego        | 1 lutego – 7 lutego 2016               | „Don’t Be So Shy”    | Imany                                       | [ 165 ] |
| 15 lutego       | 8 lutego – 14 lutego 2016              | „Don’t Be So Shy”    | Imany                                       | [ 166 ] |
| 22 lutego       | 15 lutego – 21 lutego 2016             | „Don’t Be So Shy”    | Imany                                       | [ 167 ] |
| 29 lutego       | 22 lutego – 28 lutego 2016             | „Don’t Be So Shy”    | Imany                                       | [ 168 ] |
| 7 marca         | 29 lutego – 6 marca 2016               | „Don’t Be So Shy”    | Imany                                       | [ 169 ] |
| 14 marca        | 7 marca – 13 marca 2016                | „Don’t Be So Shy”    | Imany                                       | [ 170 ] |
| 21 marca        | 14 marca – 20 marca 2016               | „Don’t Be So Shy”    | Imany                                       | [ 171 ] |
| 28 marca        | 21 marca – 27 marca 2016               | „Don’t Be So Shy”    | Imany                                       | [ 172 ] |
| 4 kwietnia      | 28 marca – 3 kwietnia 2016             | „Don’t Be So Shy”    | Imany                                       | [ 173 ] |
| 11 kwietnia     | 4 kwietnia – 10 kwietnia 2016          | „Rendez Vous”        | Inna                                        | [ 174 ] |
| 18 kwietnia     | 11 kwietnia – 17 kwietnia 2016         | „Stand by Me”        | Geeno Smith                                 | [ 175 ] |
| 25 kwietnia     | 18 kwietnia – 24 kwietnia 2016         | „Rendez Vous”        | Inna                                        | [ 176 ] |
| 2 maja          | 25 kwietnia – 1 maja 2016              | „Stand by Me”        | Geeno Smith                                 | [ 177 ] |
| 9 maja          | 2 maja – 8 maja 2016                   | „Stand by Me”        | Geeno Smith                                 | [ 178 ] |
| 16 maja         | 9 maja – 15 maja 2016                  | „Never Go Away”      | C-BooL                                      | [ 179 ] |
| 23 maja         | 16 maja – 22 maja 2016                 | „Stand by Me”        | Geeno Smith                                 | [ 180 ] |
| 30 maja         | 23 maja – 29 maja 2016                 | „Faded”              | Alan Walker                                 | [ 181 ] |
| 6 czerwca       | 30 maja – 5 czerwca 2016               | „Bailar”             | Deorro feat. Elvis Crespo                   | [ 182 ] |
| 13 czerwca      | 6 czerwca – 12 czerwca 2016            | „Never Go Away”      | C-BooL                                      | [ 183 ] |
| 20 czerwca      | 13 czerwca – 19 czerwca 2016           | „Never Go Away”      | C-BooL                                      | [ 184 ] |
| 27 czerwca      | 20 czerwca – 26 czerwca 2016           | „Never Go Away”      | C-BooL                                      | [ 185 ] |
| 4 lipca         | 27 czerwca – 3 lipca 2016              | „Never Go Away”      | C-BooL                                      | [ 186 ] |
| 11 lipca        | 4 lipca – 10 lipca 2016                | „Never Go Away”      | C-BooL                                      | [ 187 ] |
| 18 lipca        | 11 lipca – 17 lipca 2016               | „Never Go Away”      | C-BooL                                      | [ 188 ] |
| 25 lipca        | 18 lipca – 24 lipca 2016               | „Never Go Away”      | C-BooL                                      | [ 189 ] |
| 1 sierpnia      | 25 lipca – 31 lipca 2016               | „Never Go Away”      | C-BooL                                      | [ 190 ] |
| 8 sierpnia      | 1 sierpnia – 7 sierpnia 2016           | „Never Go Away”      | C-BooL                                      | [ 191 ] |
| 15 sierpnia     | 8 sierpnia – 14 sierpnia 2016          | „Never Go Away”      | C-BooL                                      | [ 192 ] |
| 22 sierpnia     | 15 sierpnia – 21 sierpnia 2016         | „Never Go Away”      | C-BooL                                      | [ 193 ] |
| 29 sierpnia     | 22 sierpnia – 28 sierpnia 2016         | „Never Go Away”      | C-BooL                                      | [ 194 ] |
| 5 września      | 29 sierpnia – 4 września 2016          | „Never Go Away”      | C-BooL                                      | [ 195 ] |
| 12 września     | 5 września – 11 września 2016          | „Never Go Away”      | C-BooL                                      | [ 196 ] |
| 19 września     | 12 września – 18 września 2016         | „Never Go Away”      | C-BooL                                      | [ 197 ] |
| 26 września     | 19 września – 25 września 2016         | „Lost on You”        | LP                                          | [ 198 ] |
| 3 października  | 26 września – 2 października 2016      | „Lost on You”        | LP                                          | [ 199 ] |
| 10 października | 3 października – 9 października 2016   | „Lost on You”        | LP                                          | [ 200 ] |
| 17 października | 10 października – 16 października 2016 | „Lost on You”        | LP                                          | [ 201 ] |
| 24 października | 17 października – 23 października 2016 | „Lost on You”        | LP                                          | [ 202 ] |
| 31 października | 24 października – 30 października 2016 | „Would I Lie to You” | David Guetta, Cedric Gervais & Chris Willis | [ 203 ] |
| 7 listopada     | 31 października – 6 listopada 2016     | „Would I Lie to You” | David Guetta, Cedric Gervais & Chris Willis | [ 204 ] |
| 14 listopada    | 7 listopada – 13 listopada 2016        | „Would I Lie to You” | David Guetta, Cedric Gervais & Chris Willis | [ 205 ] |
| 21 listopada    | 14 listopada – 20 listopada 2016       | „Would I Lie to You” | David Guetta, Cedric Gervais & Chris Willis | [ 206 ] |
| 28 listopada    | 21 listopada – 27 listopada 2016       | „Would I Lie to You” | David Guetta, Cedric Gervais & Chris Willis | [ 207 ] |
| 5 grudnia       | 28 listopada – 4 grudnia 2016          | „Magic Symphony”     | C-BooL feat. Giang Pham                     | [ 208 ] |
| 12 grudnia      | 5 grudnia – 11 grudnia 2016            | „Magic Symphony”     | C-BooL feat. Giang Pham                     | [ 209 ] |
| 19 grudnia      | 12 grudnia – 18 grudnia 2016           | „Magic Symphony”     | C-BooL feat. Giang Pham                     | [ 210 ] |
| 26 grudnia      | 19 grudnia – 25 grudnia 2016           | „Magic Symphony”     | C-BooL feat. Giang Pham                     | [ 211 ] |